# Carvoria
Die Carvoria ist ein als Fähre genutztes Landungsboot der Reederei CalMac Ferries. Das Boot gehört Caledonian Maritime Assets in Port Glasgow, die es auch bereedern. Eingesetzt wird es von CalMac Ferries zwischen Gallanach und Kerrera. Es ist die kleinste Einheit der Reederei.

## Geschichte
Das Anfang Juli 2017 bestellte Landungsboot wurde innerhalb von vierzig Tagen unter der Baunummer 515 auf der Werft Malakoff in Lerwick auf den Shetlands gebaut. Die Kiellegung fand im Juli 2017, der Stapelhub am 14. August statt. Nach Tests wurde das Boot von NorthLink Ferries nach Aberdeen verschifft und von dort per Lkw nach Oban transportiert. Hier erfolgte die Endausrüstung mit Fertigstellung im September 2017. Die Baukosten beliefen sich auf £ 200.000. Benannt ist das Boot nach dem altnordischen Namen der Insel Kerrera.
Das Boot wurde am 5. September 2017 auf der Strecke zwischen Gallanach und der Insel Kerrera in Dienst gestellt. Die nur wenige hundert Meter lange Verbindung über den Sound of Kerrera war von CalMac Ferries erst zum 1. Juli 2017 übernommen worden. Zuvor verkehrte hier die 1999 gebaute und ähnlich große Gylen Lady.

## Technische Daten
Das Boot wird von zwei Honda-Außenbordmotoren mit jeweils 80 PS Leistung angetrieben. Am Heck befindet sich ein Steuerhaus, davor das offene Deck. Dieses ist über eine herunterklappbare Bugrampe zugänglich. Direkt vor dem Steuerhaus befindet sich ein kleiner Unterstand als Wetterschutz für die Passagiere.
An Bord können zwölf Passagiere befördert werden. Auf dem Deck ist Platz für ein bis zwei Pkw.